# 拉夫雷
拉夫雷（法語：Laffrey，法語發音：[lafʁɛ]）是法国伊泽尔省的一个市镇，位于该省中南部，属于格勒诺布尔区。

## 地理
拉夫雷（45°1'29"N, 5°46'25"E）面积6.72 平方千米，位于法国奥弗涅-罗讷-阿尔卑斯大区伊泽尔省，该省份为法国东南部内陆省份，北起顺时针与安省、萨瓦省、上阿尔卑斯省、德龙省、阿尔代什省、卢瓦尔省和罗讷省。
与拉夫雷接壤的市镇（或旧市镇、城区）包括：圣皮埃尔德梅萨日、圣泰奥夫雷、绍隆日、圣巴泰勒米-德塞希利耶讷、圣让德沃。
拉夫雷的时区为UTC+01:00、UTC+02:00（夏令时）。

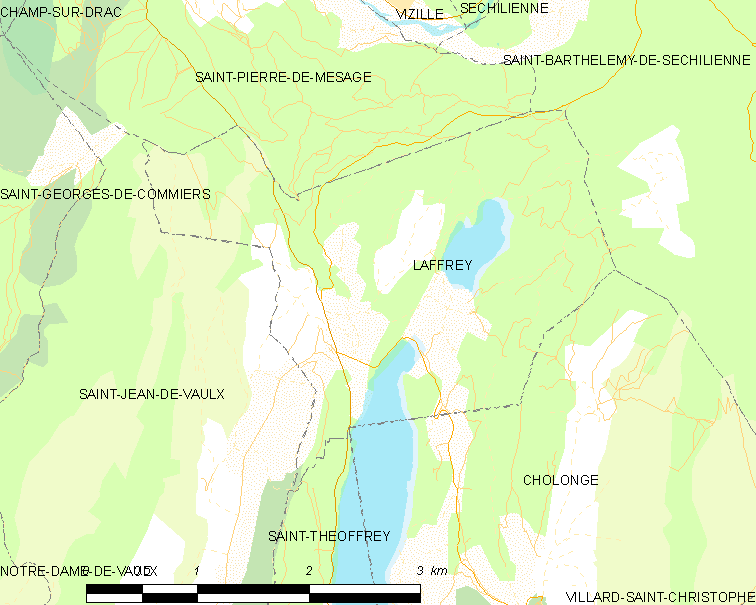
拉夫雷的OSM定位图

## 行政
拉夫雷的邮政编码为38220，INSEE市镇编码为38203。

## 政治
拉夫雷所属的省级选区为马泰西讷-特列沃县。

## 交通
法国国道N85线经过境内。

## 人口

1962-2008年间拉夫雷人口变化图示

拉夫雷于2022年1月1日时的人口数量为468人。